# (28878) Segner
(28878) Segner (2000 KL41) – planetoida z pasa głównego asteroid okrążająca Słońce w ciągu 4,15 lat w średniej odległości 2,58 j.a. Odkryta 26 maja 2000 roku.